# Kenneth Bianchi
 (août 2019).
Si vous disposez d'ouvrages ou d'articles de référence ou si vous connaissez des sites web de qualité traitant du thème abordé ici, merci de compléter l'article en donnant les références utiles à sa vérifiabilité et en les liant à la section « Notes et références ».
Pour les articles homonymes, voir Bianchi.
Kenneth Alessio Bianchi est un tueur en série américain, né le 22 mai 1951 à Rochester, New York (États-Unis).
Kenneth Bianchi est le cousin d'Angelo Buono Jr., ils sont les tueurs surnommés les «  Étrangleurs des collines » entre le 18 octobre 1977 et le 11 janvier 1979.

## Biographie
Kenneth Bianchi est né à Rochester dans l'État de New York. Sa mère était une prostituée, qui le confia à l'adoption deux semaines après sa naissance. Frances Scioliono et son mari Nicholas Bianchi l'adoptèrent à l'âge de 3 mois.
Bianchi, dès son plus jeune âge, souffrit de troubles profonds. Sa mère adoptive le décrit comme un mythomane et un dissimulateur depuis sa naissance. Kenneth l'inquiétait beaucoup par son penchant pour des rêveries qui semblaient le mettre en transe. En dépit d'une intelligence supérieure à la moyenne, il était en échec scolaire et perdait vite son calme. On le diagnostiqua épileptique à l'âge de 5 ans ; quand il en eut 10, s'ajouta un problème de comportement passif-agressif. À la suite de la mort de son mari des suites d'une pneumonie en 1964, sa mère adoptive dut trouver un travail alors que Kenneth allait au lycée. Elle avait l'habitude de lui faire manquer les cours en le gardant à la maison pendant de longues périodes. Kenneth dut souvent se rendre chez le médecin pour des problèmes d'incontinence. Celui-ci examina son appareil génital en vue de diagnostiquer l'origine du mal ce que Kenneth vécut comme une humiliation.
Peu de temps après son diplôme de la Gates-Chili High School en 1971, il épousa son amour de jeunesse. Leur union prit fin au bout de 8 mois. On suppose qu'elle le quitta sans explication. Il entra à l'université, qu'il quitta après un semestre, puis vécut de petits boulots pour finalement devenir agent de sécurité dans une bijouterie. Ce poste lui donna l'opportunité de voler des biens qu'il offrait souvent à ses petites amies ou à des prostituées pour s'attacher leur fidélité. À cause de plusieurs actes de petite délinquance, Bianchi était constamment en mouvement, ce qui l'amena à déménager à Los Angeles où il passa beaucoup de temps avec son cousin Angelo Buono Jr, le fils de la sœur de sa mère adoptive.
Entre 1977 et 1979, une vague de meurtres sordides terrorise Los Angeles : des jeunes filles sont enlevées dans toute la ville et retrouvées étranglées dans les collines voisines. La police qui ne trouve aucun indice sur les lieux des crimes, pense au départ avoir affaire à un seul tueur en série et le surnomme donc l'« étrangleur des collines ».
Mais en 1979, celui-ci fait deux nouvelles victimes et cette fois, un suspect est arrêté : Kenneth Bianchi. La police avait retrouvé les bijoux des victimes chez lui et il n'avait aucun alibi.
Après leur arrestation, Bianchi et Buono ont reconnu avoir tenté d'enlever en 1977 Catharine Lorre, la fille unique de l'acteur, scénariste et réalisateur Peter Lorre. Déguisés en policiers, les deux hommes projetaient en effet de tuer la jeune femme. Mais cette dernière ayant dévoilé son identité aux deux tueurs, ceux-ci s'inquiétèrent des conséquences qu'aurait provoquées la disparition, puis la mort d'un membre de la famille d'une personnalité d'Hollywood et relâchèrent aussitôt leur prisonnière.
Pour éviter la chaise électrique, Kenneth Bianchi assure avoir des crises d'amnésie et abriter une seconde personnalité. Il semble tellement sincère que son avocat et son psychiatre sont prêts à le croire. Ils lui font rencontrer le docteur Watkins, un expert des troubles de la personnalité. Le docteur plonge Kenneth dans un état d'hypnose profonde et l'interroge. Le docteur découvre une personne cachée qui se nomme Steve. Steve avoue avoir tué les victimes, car « c'est tout ce qu'elles méritaient ».
Kenneth Bianchi plaide donc non coupable pour maladie mentale, comme l'attestait l'expertise du docteur Watkins. Il dit ne pas être responsable de ses actes durant les meurtres. Mais l'avocat de la partie civile ne croit pas la thèse des personnalités multiples et est convaincu que Kenneth Bianchi simule. Il fait appel à un autre expert en hypnose et des personnalités multiples, le docteur Orne. Il a à sa disposition tout un arsenal de tests pour découvrir les simulateurs, et il y soumet Kenneth Bianchi. Bianchi échoue dans plusieurs des tests du docteur Orne, qui démontre alors que l'« étrangleur des collines » simulait l'hypnose dès le début, et que le prétendu Steve n'était qu'une invention.
Peu de temps après, Kenneth Bianchi avoua avoir commis ces crimes sans l'aide d'un double maléfique. Mais l'invention de Steve n'était pas idiote, car depuis quelques années, les États-Unis assistaient à une recrudescence des cas de personnalités multiples.
Jugé, il est condamné à la prison à perpétuité et est depuis incarcéré au pénitencier d'État de l’État de Washington à Walla Walla (État de Washington).

## Adaptations cinéma
- The Case of the Hillside Stranglers, (TV) réalisé par Steve Gethers en 1989.
- The Hillside Strangler, réalisé par Chuck Parello en 2004.
- Carnage : Les Meurtres de l'étrangleur de Hillside, réalisé par Chris Fisher en 2006.

## Documentaires télévisés
- « Meurtres en famille » (deuxième reportage) le 24 mars 2018 dans Chroniques criminelles sur TFX.